# Нелєпп Георгій Михайлович
Георгій Михайлович Нелєпп (справжнє прізвище Неліп; 7 (20) квітня 1904, Бобруйки — 18 червня 1957, Москва) — український  співак (лірико-драматичний тенор), народний артист СРСР (1951), тричі лауреат Сталінської премії (1942, 1949, 1950).

## Біографія
Народився 7 (20) квітня 1904 року в селі Бобруйки Чернігівської губернії Російської імперії (нині Козелецький район Чернігівської області України). Закінчив Військово-топографічну школу. Брав участь у військовій самодіяльності. У 1930 закінчив Ленінградську консерваторію імені М. А. Римського-Корсакова (клас Йосипа Томарса). У 1929—1944 роках — соліст Ленінградського театру опери та балету імені С. М. Кірова, у 1944—1957  роках — Большого театру СРСР. Член КПРС з 1940 року.
Один з талановитих оперних співаків свого часу. Володів гарним, звучним, м'якого тембру голосом, створював психологічно глибокі, рельєфні образи. Володів яскравою індивідуальністю як актор.
Помер 18 червня 1957 року. Похований у Москві, на Новодівочому цвинтарі (ділянка № 3).

## Оперні партії
- «Іван Сусанін» М. І. Глінки — Собінін;
- «Руслан і Людмила» М. І. Глінки — Фінн;
- «Борис Годунов» М. П. Мусоргського — Самозванець;
- «Хованщина» М. П. Мусоргського — Голіцин;
- «Псков'янка» М. А. Римського-Корсакова — Михайло Туча;
- «Травнева ніч» М. А. Римського-Корсакова — Левко;
- «Садко» М. А. Римського-Корсакова — Садко;
- «Казка про царя Салтана» М. А. Римського-Корсакова — Гвідон;
- «Чародійка» П. І. Чайковського — Юрій;
- «Черевички» П. І. Чайковського — Вакула;
- «Пікова дама» П. І. Чайковського — Герман;
- «Декабристи» Ю. О. Шапоріна — Петро Каховський;
- «Аїда» Дж. Верді — Радамес;
- «Кармен» Ж. Бізе — Хозе;
- «Фіделіо» Л. ван Бетховена — Флорестан;
- «Галька» С. Монюшко — Іонтек;
- «Продана наречена» Б. Сметани — Єник;
- «Микита Вершинін» Д. Б. Кабалевського — Незеласов;
- «Броненосець Потьомкін» О. С. Чишка — Матюшенко.

Також виконував українські народні пісні, романси М. Лисенка, записував арії з опер на грамплатівки.

## Відзнаки
- Заслужений артист РРФСР (1939);
- Народний артист РРФСР (1947);
- Народний артист СРСР (1951);
- Сталінська премія першого ступеня (1942) — за виконання партії княжича Юрія в опері «Чародійка» П. І. Чайковського;
- Сталінська премія другого ступеня (1949) — за виконання партії Єника в опері «Продана наречена» Б. Сметани;
- Сталінська премія першого ступеня (1950) — за виконання головної ролі в опері «Садко» М. А. Римського-Корсакова;
- Два ордени Трудового Червоного Прапора (1939, 1951);
- Орден «Знак Пошани» (1940);
- Медаль «За доблесну працю у Великій Вітчизняній війні 1941—1945 рр.».